# Phobaeticus kirbyi
Phobaeticus kirbyi – gatunek straszyka z rodziny Phasmatidae, występujący na Borneo. Holotyp gatunku przechowywany w Muzeum Historii Naturalnej w Londynie ma długość 328 mm (mierzony bez odnóży) i 546 mm (razem z odnóżami), co czyni go jednym z najdłuższych poznanych owadów. Nazwa gatunkowa honoruje Williama Forsella Kirby’ego.

## Występowanie
Zasięg występowania gatunku ograniczony jest do Borneo; owady łapane były Kinabalu, Long Bloeoe, Halekpapan w Kalimantan, w Parku Narodowym Niah we wschodniej części stanu Sarawak, na południowy zachód od Tatau w środkowym Sarawaku i w Kuala Belalong w prowincji Temburong. Na przełomie XIX wieku straszyki tego gatunku łapano również w Kuching w zachodnim Sarawaku, i w Baram w północno-wschodnim Sarawaku.

## Charakterystyka
P. kirbyi charakteryzuje się dużą zmiennością osobniczą osiąganych rozmiarów. Samce są mniejsze, podawane w literaturze wymiary od 137 do 154 mm. Długość samic zawiera się w przedziale od 195 do 328 mm (okaz holotypowy).